# Smile.
『Smile.』（スマイル）は、日本の歌手・湧口愛美の1枚目のシングル。2005年10月26日にビクターエンタテインメントより発売された。

## リリース・音楽性
初回限定盤と通常盤の2形態で発売。初回限定盤はCD+DVD、通常盤はCDのみ。
日本テレビ系オーディション番組『歌スタ!!』にて、元JUDY AND MARYのTAKUYAが見出だした湧口愛美のデビュー・シングルとなる。
本作のアートディレクターは中川優が担当。

## 収録曲

### CD
- プロデュース：松本賢

1. Smile. [4:03]
  - 作詞：Satomi / 作曲：TAKUYA / 編曲：松本賢 & 菊池達也 / 弦編曲：Nanami

日本ファースト証券CMソング。
日本テレビオーディション番組『歌スタ!!』10月の「お題歌」。
日本テレビ系音楽番組『音楽戦士 MUSIC FIGHTER』パワープレイソング。
TAKUYAが湧口を見てインスピレーションで作曲したという[2]。
ドラムはMr.Childrenの鈴木英哉が演奏している。
2. Kissして [3:46]
  - 作詞：湧口愛美 / 作曲：菊池達也 / 編曲：菊池達也 & 松本賢 / 弦編曲：Nanami
3. Smile. (instrumental) [4:03]
4. Kissして (instrumental) [3:46]

### 初回限定盤付属DVD
1. Smile.
監督は石井貴英が務めた。

## 参加ミュージシャン
- 湧口愛美：Vocal (#1, #2), Chorus (#1, #2)
- 鈴木英哉：Drums (#1)
- 白根賢一：Drums (#2)
- 吉田ひろみ：Bass (#1)
- 大神田智彦：Bass (#2)
- TAKUYA：Electric Guitar (#1)
- 菊池達也：Electric Sitar (#2)
- 小倉博和：Acoustic Guitar (#1, #2)
- D.I.E.：Rhodes (#1), Piano (#2)
- Nanami：Keyboards (#1)
- 松本賢：Synthesizer (#1), Glockenspiel (#1)
- 大石真理恵：Vibraphone (#1), Castanets (#1), Marimba (#2)
- 金原千恵子ストリングス：Strings (#1, #2)
- Aimi All Stars：Hand Clap (#1)